# Bruine essenmot
De bruine essenmot (Prays ruficeps) is een vlinder uit de familie Praydidae. De wetenschappelijke naam van de soort werd in 1854 gepubliceerd door Hermann von Heinemann.